# (7360) Moberg
Pour les articles homonymes, voir Moberg.
(7360) Moberg est un astéroïde de la ceinture principale.

## Description
(7360) Moberg est un astéroïde de la ceinture principale. Il fut découvert le 30 janvier 1996 à La Silla par Claes-Ingvar Lagerkvist. Il présente une orbite caractérisée par un demi-grand axe de 2,25 UA, une excentricité de 0,10 et une inclinaison de 5,4° par rapport à l'écliptique.

## Compléments